# Pieterlen
Pieterlen (Frans: Perles) is een gemeente en plaats in het Zwitserse kanton Bern, en maakt deel uit van het district Biel/Bienne.
Pieterlen telt 4300 inwoners (2018).